# Levkuška
Levkuška este o comună slovacă, aflată în districtul Revúca din regiunea Banská Bystrica. Localitatea se află la altitudinea de 183 m deasupra n.m., se întinde pe o suprafață de 3,63 km2 și în 2017 număra 242 de locuitori. Se învecinează cu Otročok, Gemerská Ves, Gemer, Slovacia, Rašice și Žiar, Revúca.

## Istoric
Localitatea Levkuška este atestată documentar din 1294.

## Demografie
| An:                | 1994 | 2004   | 2014   | 2024   |
| ------------------ | ---- | ------ | ------ | ------ |
| Număr de persoane: | 252  | 229    | 236    | 252    |
| Diferență:         |      | −9,12% | +3,05% | +6,77% |

| An:                | 2023 | 2024   |
| ------------------ | ---- | ------ |
| Număr de persoane: | 245  | 252    |
| Diferență:         |      | +2,85% |